# Campeonato Mundial de Esgrima de 1979
O Campeonato Mundial de Esgrima de 1979 foi a 44ª edição do torneio organizado pela Federação Internacional de Esgrima (FIE) entre 18 de agosto a 28 de agosto de 1979. O evento foi realizado em Melbourne, Austrália. 

## Resultados
Os resultados foram os seguintes. 
Masculino
| Evento             | Ouro | Prata | Bronze                                                                                           |
| Espada individual  | França · Philippe Riboud                                                                                         | Hungria · Ernő Kolczonay                                                                                 | Polónia · Leszek Swornowski                                                                      |
| Espada por equipe  | União Soviética · Ashot Karaguian · Boris Lukomski · Leonid Dunayev · Alexandr Abushajmetov                      | Alemanha Ocidental · Alexander Pusch · Elmar Borrmann · Adrian Germanus · Hanns Jana                     | Suíça · Patrice Gaille · Daniel Giger · Christian Kauter · Michel Poffet · François Suchanecki   |
| Florete individual | União Soviética · Alexandr Romankov                                                                              | França · Pascal Jolyot                                                                                   | Itália · Fabio Dal Zotto                                                                         |
| Florete por equipe | União Soviética · Alexandr Romankov · Vladimir Smirnov · Sabirzhan Ruziyev · Vladimir Lapitski · Serguei Kosenko | Itália · Andrea Borella · Fabio Dal Zotto · Federico Cervi · Mauro Numa · Carlo Montano                  | Alemanha Ocidental · Matthias Behr · Harald Hein · Thomas Bach · Klaus Reichert · Mathias Gey    |
| Sabre individual   | União Soviética · Vladimir Nazlymov                                                                              | União Soviética · Viktor Krovopuskov                                                                     | União Soviética · Mikhail Burtsev                                                                |
| Sabre por equipe   | União Soviética · Vladimir Nazlymov · Mijail Burtsev · Viktor Krovopuskov · Viktor Sidiak · Nikolai Aliojin      | Itália · Michele Maffei · Mario Aldo Montano · Gianfranco Dalla Barba · Marco Romano · Ferdinando Meglio | Polónia · Jacek Bierkowski · Mariusz Wódke · Andrzej Kostrzewa · Janusz Kondrat · Tadeusz Piguła |

Feminino
| Evento             | Ouro | ' Prata                                                                                            | Bronze                                                                                             |
| Florete individual | Alemanha Ocidental · Cornelia Hanisch                                                                     | União Soviética · Valentina Sidorova                                                               | Hungria · Ildikó Schwarczenberger                                                                  |
| Florete por equipe | União Soviética · Elena Belova · Valentina Sidorova · Irina Ushakova · Nailia Guiliazova · Olga Dmitrenko | Hungria · Ildikó Schwarczenberger · Edit Kovács · Zsuzsanna Szőcs · Gertrúd Stefanek · Magda Maros | Alemanha Ocidental · Cornelia Hanisch · Ingrid Losert · Sabine Bischoff · Ute Wessel · Jutta Höhne |

## Quadro de medalhas
| Ordem | País               | Medalha de ouro | Medalha de prata | Medalha de bronze |    |
| ----- | ------------------ | --------------- | ---------------- | ----------------- | -- |
| 1     | União Soviética    | 6               | 2                | 1                 | 9  |
| 2     | Alemanha Ocidental | 1               | 1                | 2                 | 4  |
| 3     | França             | 1               | 1                |                   | 2  |
| 4     | Hungria            |                 | 2                | 1                 | 3  |
|       | Itália             |                 | 2                | 1                 | 3  |
| 6     | Polónia            |                 |                  | 2                 | 2  |
| 7     | Suíça              |                 |                  | 1                 | 1  |
| TOTAL | TOTAL              | 8               | 8                | 8                 | 24 |